# 新潮社記念文学館
新潮社記念文学館（しんちょうしゃきねんぶんがくかん）は、秋田県仙北市角館町にある文学館。仙北市総合情報センター学習資料館に併設されている。

## 概要
新潮社創設者である佐藤義亮は旧角館町（現仙北市）の荒物屋を営む両親の元に生まれ、読書好きな父の影響で子どもの頃から書籍に親しんだ。17歳の時に上京し、印刷工などを経て、出版界に身を投じ、1904年（明治37年）に雑誌『新潮』を創刊。1922年（大正11年）に郷里に図書館ができたことを機に、自らの蔵書や出版物を寄贈し始め、義亮以降の歴代社主もこの風習を続けた。
旧角館町が町立図書館の建て直しを検討した際、町のため、たくさんの本を寄贈してくれた佐藤の功績を讃えようと「文学館」構想が浮上し、2000年（平成12年）4月に開館した。外観は武家屋敷の街並みが残る角館にふさわしい蔵造りで、外壁には戦後、新潮社が出版事業を再開した折、現在の原型となる新潮文庫第1号が川端康成の『雪国』だったことに因み、文庫本のオブジェとして、その冒頭が開いた形で埋め込まれている。展示は新潮社の歩みとともに明治以降の日本近代文学をたどる構成となり、角館で過ごした体験を描いた『北の河』で芥川賞を受賞した高井有一が名誉館長を務めてきたが、高井は2016年（平成28年）に亡くなった。
寄贈本は新潮社文庫として書籍のほか、CD等のマルチメディアも含め、現在2万7000冊を超え、学習資料館全蔵書の約20パーセントを占めている。